# Agnes Blaikie (барк)
Agnes Blaikie («Агнес Блейки») — парусный торговый барк, зафрахтованный британским правительством во время Крымской войны для доставки военного снаряжения для армии, которая базировалась в Балаклаве.
Судно было предположительно названо в честь жены или дочери лорд-мэра Абердина сэра Томаса Блейки.
В 1849 году оно была зарегистрировано в Суонси, Уэльс, в собственности W. Jenkins and Company. 30 июня 1852 года ее купил Джон Кроу Ричардсон, капитан Томас Томас. Однако вскоре оно снова перешло из рук в руки (возможно, дважды), будучи купленым Генри Добсоном Бристоль, Англия, 5 февраля 1853 года. В 1855 году зарегистрировано в Лондоне, принадлежало Джордисону, а в последнем путешествии им командовал Генри Хамденом.
«Агнес Блейки» вышла из Темзы 22 января 1855 с грузом, состоящим из 180 тонн пушечных ядер и 250 тонн угля. 5 мая 1855 года судно затонуло напротив Балаклавы, после столкновения с колесным пароходом HMS Medina. Экипаж «Агнес Блейки» был спасён и поднят на борт парохода. Вахтенный офицер HMS Medina покончил жизнь самоубийством, перерезав себе горло сразу после инцидента.
Останки «Агнес Блейки» были обнаружены на глубине 84 метров в сентябре 2003 года и были официально идентифицированы 13 сентября 2006 года.